# 指环王：护戒使者
《魔戒首部曲：魔戒現身》（英語：The Lord of the Rings: The Fellowship of the Ring），是一部於2001年上映的美國與紐西蘭合拍的奇幻史詩電影，由彼得·傑克遜執導，為自J·R·R·托尔金的奇幻小说《魔戒》改编的《魔戒電影三部曲》中的第一部。美国新线电影公司出品。

## 劇情
在古老的中土大陸，生活着一群身高只有123厘米的霍比特人，他们长相怪异，居住在装饰精美的山洞里，过著与世无争的农耕生活。
《魔戒首部曲：魔戒現身》故事發生在《哈比人電影系列》的60年後，年事已高的霍比特人比爾博·巴金斯在他111歲生日打算離開故鄉，將所有財產轉移給他的姪子佛羅多·巴金斯，其中有一个充满魔力的戒指，它拥有奴役全世界的力量，但只有黑暗魔君可以使用。哈比人的守護者——灰袍巫師甘道夫透過研究大量史料得知了戒指的真相，他警告佛羅多：邪恶的黑暗魔君索倫已知道了这个消息，他將重建要塞巴拉多，集结无数的半兽人，准备以大军夺取魔戒，并且征服全世界。为了不让魔戒落入索倫之手。佛羅多和他的朋友们决定摧毁魔戒，但是要摧毁魔戒，一定要将它投入原先铸造它的烈焰中；那也就是位于索倫老巢的末日山脉。
于是，佛羅多在忠实的伙伴山姆衛斯、梅里和皮聘的陪伴下，踏上了毁灭魔戒的征程。一路上，他们不断遇到索倫的爪牙——黑骑士（这些骑士也被称为戒灵）的围追堵截，还遇到了居心险恶的白袍巫师薩魯曼的囚禁和可怕的炎魔怪的袭击。幸而有着遊俠亞拉岡、精灵公主亞玟、人类战士波羅莫、精灵女王凱蘭崔爾以及精灵勒苟拉斯、矮人金靂和灰袍巫师甘道夫等正义力量的保护和帮助，佛羅多他们的魔戒远征队才一次次地化险为夷。但是，真正能阻止佛羅多毁灭魔戒的，是魔戒本身：魔戒的誘惑力量使佛羅多開始產生將其據為己有的心理，同时也使佛羅多自己越陷越深。片末波羅莫為救梅里、皮聘而被強獸人殺害，而魔戒远征队也因此失散分成三隊，各自繼續向末日山脉前進。

## 演员
| 角色          | 演员             | 配音   | 配音                         | 配音                                                                        |
| 角色          | 演员             | 普通话 | 粤语配音1 （2005年，明珠台） | 粤语配音2 （2010年7月1日， 有線 HMC1台（43頻道） 及有線電影1台（41 頻道）） |
| ------------- | ---------------- | ------ | ---------------------------- | --------------------------------------------------------------------------- |
| 佛羅多·巴金斯 | 伊力查·活        | 姜广涛 | 梁偉德                       | 鄧肇基                                                                      |
| 甘道夫        | 伊恩·麥基倫      | 周志强 | 譚炳文                       | 黃志明                                                                      |
| 亞拉岡        | 維高·摩天臣      | 陆揆   | 陳欣                         | 羅偉傑                                                                      |
| 山姆·詹吉     | 辛·艾斯丁        | 田波   | 陳卓智                       | 陳健豪                                                                      |
| 勒苟拉斯      | 奧蘭度·布林      | 王磊   | 蘇強文                       | 鄧肇基                                                                      |
| 亞玟          | 莉芙·泰萊        | 廖菁   | 陳凱婷                       | 莎拉                                                                        |
| 薩魯曼        | 基斯杜化·李      | 徐涛   | 陳曙光                       | 葉偉麟                                                                      |
| 金靂          | 約翰·里斯·戴維斯 | 白涛   | 陳永信                       | 劉文光                                                                      |
| 皮平          | 比利·包依德      | 王磊   | 李致林                       | 葉偉麟                                                                      |
| 梅里          | 多米尼克·莫納漢  | 陆揆   | 黃榮璋                       | 黎家希                                                                      |
| 凱蘭崔爾      | 姬蒂·白蘭芝      | 冯宪珍 | 陸惠玲                       | 莎拉                                                                        |
| 咕嚕          | 安迪·瑟克斯      | 陆揆   | 招世亮                       |                                                                             |
| 波罗莫        | 肖恩·賓          | 李立宏 | 張炳強                       | 陳健豪                                                                      |
| 愛隆          | 曉高·韋榮        | 李智伟 | 潘文柏                       | 黎家希                                                                      |
| 比爾博·巴金斯 | 伊恩·荷姆        | 张涵予 | 林保全                       | 劉文光                                                                      |

## 發行
《指环王：护戒使者》於2001年12月10日於英國首映，上映後獲得了廣泛的好評及極為成功的票房

### 評價
爛番茄新鮮度91%，基於228條評論，平均分為8.2/10，Metacritic評分92分，代表「普遍好評」，IMDB上得8.8分，收穫普遍讚譽。據CinemaScore調查，觀眾的平均評價於A+至F間落於「A-」。
2023年，爛番茄滿25週年特別專題中，本片在該站名列「影評家選出過去25年的最佳電影」排行榜第19名。

### 票房
《指环王：护戒使者》北美首映在3359家影院上映，获得4721万位列排行榜首，次周获得3870万蝉联冠军，第三周获得2001万蝉联冠军，第四周获得1620万，成功实现四连冠，北美累计3.155亿，年榜第二。海外地区收获了5.560亿，其中在原著故乡英国获得了9023万；法国3510万；德国7856万，全球總收益約8億7千萬美元，就9千3百萬美元的成本來看，票房十分成功。